# Les Compagnons de Jéhu
Pour les articles homonymes, voir Jéhu (homonymie).
Les Compagnons de Jéhu est un roman historique écrit par Alexandre Dumas, publié en 1857 et inspiré de l'histoire partiellement réelle de la conspiration royaliste des compagnies de Jéhu, apparues au début de 1795, consécutivement à la chute de Robespierre et contemporaines de l'accession au pouvoir de Bonaparte. En effet, ce dernier devint Premier consul en novembre à l'issue du coup d'État du 18 Brumaire au retour de son expédition d'Égypte, ce qui situerait l'action à partir d'octobre 1799.

## Genèse
Alexandre Dumas aurait pris l'idée d'écrire un roman sur les Compagnons de Jéhu dans les mémoires de Charles Nodier, qui avait lui-même regroupé, sous une même dénomination, des épisodes étrangers les uns aux autres, en les enjolivant au passage. Dumas romança encore plus l’histoire de ces contre-révolutionnaires.
Ce roman est le deuxième volet de la trilogie de la famille Sainte-Hermine avec Les Blancs et les Bleus (1er volet paru dix ans plus tard, en 1867) et Le Chevalier de Sainte-Hermine (dernier volet paru en feuilleton en 1869, mais inachevé).

## Résumé
Un groupe de jeunes gens se constitua comme Compagnons de Jéhu, tenant son nom de Jéhu, un personnage biblique du Deuxième Livre des Rois, chargé de punir les crimes d'Achab et de Jézabel.
Lors d'attaques de diligence de voyageurs, ces jeunes aristocrates au service de Louis XVIII, alors exilé, recueillent des sommes d'argent du gouvernement (et non des particuliers) puis les expédient au service de la cause royaliste en Vendée, alors emmenée par Georges Cadoudal. Le groupe, basé près de Bourg-en-Bresse dans l'Ain, était dirigé par Charles de Saint-Hermine, surnommé Morgan, mais aussi par le comte de Jayat, le vicomte de Valensolle et le marquis de Ribier. Il tenait ses réunions secrètement dans un premier temps dans l'abbaye désaffectée de Seillon puis dans la grotte souterraine de Ceyreziat. Cette dernière communiquait par un réseau réseau souterrain avec l'église de Brou, alors désaffectée du culte et utilisée par les révolutionnaires comme lieu de stockage de fourrage.
Dans le camp opposé, Roland de Montrevel, dont la mère, la sœur Amélie et le frère Edouard résident au château des Noires-Fontaines situé à Montagnat près de Bourg-en-Bresse, est un homme de confiance de Bonaparte. S'il intervient à ce titre tant auprès de Cadoudal qu'auprès de l'Angleterre par son meilleur ami lord John Tanlay. il n'a pourtant de cesse de démasquer puis de venir à bout des Compagnons de Jéhu.
Le récit, émaillé de considérations historiques, mettant en scène Bonaparte, sa femme Joséphine, le général Desaix, Bourrienne et d'autres membres de l'entourage de Bonaparte, se termine par la bataille de Marengo.

## Adaptations au cinéma et à la télévision
Une adaptation cinématographique américaine réalisée par Henry Levin est sortie sur les écrans en 1946, sous le titre original The Fighting Guardsman. Toutefois, l'action a été transposée sous la royauté, en lieu et place de la Révolution, ce qui élimine l'aspect de la lutte politique entre révolutionnaires et royalistes.
Le roman a ensuite fait l'objet d'une adaptation télévisée française, sous forme d'une série en treize épisodes diffusée en 1966, Les Compagnons de Jéhu, réalisée par Michel Drach et dont le scénario était signé Jacques Arnaud et René Wheeler.